# Protonemura intricata
Protonemura intricata är en bäcksländeart som först beskrevs av Friedrich Ris 1902.  Protonemura intricata ingår i släktet Protonemura och familjen kryssbäcksländor.

## Underarter
Arten delas in i följande underarter:
- P. i. iberiaca
- P. i. pseudintricata
- P. i. taygetiana
- P. i. intricata